# Tsåkak (Jokkmokks socken, Lappland, 737549-163451)
Tsåkak är en sjö i Jokkmokks kommun i Lappland och ingår i Piteälvens huvudavrinningsområde. Sjön har en area på 0,505 kvadratkilometer och ligger 600 meter över havet. Tsåkak ligger i Udtja Natura 2000-område.

## Delavrinningsområde
Tsåkak ingår i det delavrinningsområde (737655-163367) som SMHI kallar för Utloppet av Tsåkak. Medelhöjden är 612 meter över havet och ytan är 3,24 kvadratkilometer. Det finns inga avrinningsområden uppströms utan avrinningsområdet är högsta punkten. Vattendraget som avvattnar avrinningsområdet har biflödesordning 3, vilket innebär att vattnet flödar genom totalt 3 vattendrag innan det når havet efter 227 kilometer. Avrinningsområdet består mestadels av skog (42 procent) och sankmarker (40 procent). Avrinningsområdet har 0,5 kvadratkilometer vattenytor vilket ger det en sjöprocent på 15,3 procent.